# Cnemoplites howei
Cnemoplites howei là một loài bọ cánh cứng trong họ Cerambycidae.